# Поповка (Вачский район)
Поповка — деревня в Вачском районе Нижегородской области. Входит в состав городского поселения Рабочий посёлок Вача.

## История
Деревня впервые упоминается в окладных книгах 1676 года в составе Вачского прихода, в ней было 19 дворов крестьянских и 1 бобыльский.
В конце XIX — начале XX века деревня входила в состав Новосельской волости Муромского уезда Владимирской губернии. В 1859 году в деревне числилось 39 дворов, в 1905 году — 56 дворов, в 1926 году — 88 дворов.
С 1929 года деревня являлась центром Поповского сельсовета Вачского района Горьковского края, с 1931 года — в составе Городищенского сельсовета, с 1936 года — в составе Горьковской области, с 1959 года — в составе Вачского поссовета, с 2009 года — в составе городского поселения Рабочий посёлок Вача.

## Население
| 1859 | 1905 | 1926 | 1999 | 2002 | 2010 |
| ---- | ---- | ---- | ---- | ---- | ---- |
| 275  | ↘268 | ↗398 | ↘53  | ↗57  | ↘22  |

## Известные уроженцы
Полюшков, Владимир Иванович (род. 1925) — полный кавалер ордена Славы.